# Persillé des Aravis
De persillé des Aravis is een Franse kaas. De kaas wordt geproduceerd in Savoie en is genoemd naar de Aravisketen.
De persillé des Aravis is een wat afwijkende blauwe kaas op basis van geitenmelk. Doordat de kaas gedurende het rijpingsproces niet geprikt wordt, ontbreken overvloedige blauwe aders in de kaas. Het is een boerenkaas die slechts in een beperkte tijd in het jaar (rond december) beschikbaar is.